# Tipton, Indiana
Tipton är en stad (city) i Tipton County, i delstaten Indiana, USA. Enligt United States Census Bureau har staden en folkmängd på 5 059 invånare (2011) och en landarea på 6,5 km². Tipton är huvudort i Tipton County.